# 新機械巨神
《新機械巨神》是以横山光輝的漫畫作品《機械巨神》為原作的日本動畫作品。於2007年1月19日至同年7月6日於影像配信網站Sg-TV中播出。Sky PerfecTV!的Perfect Choice網站則是於2007年2月9日至同年7月13日中播出。於2007年10月4日開始於TOKYO MX上播出。
另有稜町城於《Comic Gum月刊》上連載的漫畫版，於2007年9月10日發行單行本。

## 作品概要
作品的一切是由橫山光輝的一句話「想看在所謂世紀末大時代的轉捩點上以《機械巨神》為代表，有巨大機器人的活躍與回歸原點的動畫」所開始。在以「儘可能忠實的將原作影像化」的構想下完成了試驗版動畫，但之後在持續的檢討之下，作品決定以「現代性的要素與壯大的世界觀的必要性」為課題來製作。系列的構成為小中千昭，構想的設定則是由岡田有章所作。

## 故事簡介
數年前，突然出現了神秘的巨大機器人——GR，並且開始破壞著世界各地的遺跡，其行動震撼了全世界。
在南與那國島打工的青年——草間大作，在不可思議的少女引導之下，於古代遺跡之中與巨大機器人締結了契約，並且開始了與神秘組織之間的戰鬥。
神秘組織的目的是什麼？不可思議的少女所警告的「GR之間是不可以互相戰鬥的」又將會是？

## 登場人物

### UNISOM
草間大作（配音：浪川大輔／香港：曹啟謙）
與GR-1締結契約成為了Master Mind的18歳的青年。
在締結「契約」時DNA遭到了強制改寫，成為了不死之身，於劇情終盤在沒有穿著宇宙服的情形下進入宇宙空間中也沒有影響。
漫畫版中在締結契約時因休克而已起了記憶上的障礙，使得契約前的記憶變得模糊不清。
亞雷克斯·麥肯齊（配音：朴璐美）
為國際特務機關UNISOM調査隊的隊長，為20歲後半的女性。
接受了發掘GR的任務而往南與那國島赴任，但在發現GR-1後主要任務變成了保護（監視）草間大作。
在內華達研究所中為了要保護草間大作而中槍喪命。
在漫畫版中並沒有死亡。
德克薩斯（配音：立木文彥）
為UNISOM的工作員，曾經以GR操縱員的身分在GRO中當間諜。本名巴德·桑瑟，為36歲的男性。
頭部留有操縱員時期所植入的電極，對於什麼代價都沒有付出就成為Master Mind的大作有著疏遠感，但在經歷了一段時間的共同行動之下，反而成為了最理解大作的人。
劇情終盤時，以依然健在的操縱員能力駕駛移植了GR-1的「化身」的GR-4，並在GRO本部的賽雷菲斯群島上與駕駛GR-5的霍奇斯進行的決戰中死亡。
D（配音：澤井美優）
UNISOM所製造的V的複製人，身體被許多的纜線連接、吊掛在內華達研究所裡。
由於是從不完全的「翡翠文碑」複製而來的，雖然性能劣於V，沒有辦法使用語言進行對話，但依然具有解讀者的能力，並且讓UNISOM獲得了關於GR的基本構造的資料。
不知是否是複製人的關係，其想要阻止GR之間的戰鬥的心情與V引起了共鳴，同時也將內華達研究所的情報洩漏給了GRO，在研究所受到襲擊後的生死不明。
名字的由來是Duplicate、Dummy、Double的頭文字。
嵐克己（配音：千葉一伸）
28歳的男性。為UNISOM的隊員以及自衛官上尉。
山邊清雄（配音：鳥海勝美）
30歳的男性。為UNISOM的調査員以及考古物理學家。

### GRO
V（配音：澤井美優／香港：何璐怡）
其外觀有如12～15歲的少女，實際年齡約只有3歲。是使用記載於「翡翠文碑」上的文書之中解讀出來的基因組進行人工合成、授精所誕生的亞人類，同時為具有解讀「翡翠文書」的能力的解讀者。
除引導了大作與GR-1締結契約外，其自身也有與GR締結契約（締結契約的GR身分不明），並於左手腕上戴有契約者才有的控制環。
於劇情終盤在GR全滅後覺醒成為「化身」，並被GR-0捕獲使用。
漫畫版中是以與首架發掘出來的GR一起發現的「翡翠文碑」上唯一能夠解讀的鹽基配列製作而成的。在尾聲的數百年後成長至與大作相近的年齡。另外，引導大作至GR-1所在的人變成了D，V則變成了透過心電感應與D或大作交談的人。
名字的由來是空虛（Void）的頭文字。
賽雷斯提努·布妮耶爾（配音：百百麻子）
29歳的女性。所屬於GRO，為V的侍女。其真實身分是V的卵子提供者，也就是母親。
面無表情，相當的寡言，給人比V還要不像是人的印象。
在劇情終盤認為大作有能力改變V的命運而將V託付給了大作，並且也是第一次與最後一次流露出母性的一面的時候。
在漫畫版中沒有登場。
麥克·霍奇斯（配音：小室正幸）
58歳的男性。為GRO執行部隊的指揮官，原所屬為綠扁帽部隊。
在70年代後半以傭兵的身分參加了世界各國的紛爭，為嚴格且忠實執行任務的人，不會對雇主提出任何的反論或藉口。
有個不接受手術就活不過半年的女兒，但手術費用相當的龐大，因此而加入了GRO。
除是個優秀的指揮官之外也是個可以駕駛GR的操縱員，駕駛著GR-5在賽雷菲斯群島上與德克薩斯進行的決戰中死亡。
伊莎貝菈·雷朵（配音：大原沙耶香）
31歲的女性。為GRO執行部隊的副官，過去的經歷不明。
主要的任務為輔佐霍奇斯中校以及管理操縱員。
愛慕著霍奇斯，曾試圖阻止霍奇斯駕駛GR-5出擊但無效，最後與殘存的GRO人員搭乘莉露號逃離了賽雷菲斯群島。

### BFN
馬克斯·強普林（配音：家弓家正）
56歳的男性。為BFN電視台的主播以及本作的旁白。其真實身分是由CG所製作出來的影像，並由BFN的幹部進行操作，實際上並不存在。
由於漫畫版在GRO的真相不明瞭的情形下結束了，所以沒有登場。
瑪莉雅·伏尼契（配音：千葉紗子）
25歳的女性。BFN的記者，擅長突擊采访。

### 其他
比嘉義彥（配音：中村秀利）
45歳的男性。大作打工的潛水店的店長。
草間惠子（配音：山口由里子）
42歲的女性。大作的母親。
由於丈夫早早就因海難事故而死，在不知覺中把大作的身影與丈夫重疊在一起，進而開始害怕失去大作而束縛住了大作的行動，大作因此而離家出走。

## GR
機械巨神（GIANT ROBO）的總稱。

在5萬多年以前的超古代戰爭之中，古代人為了要將從宇宙而來的侵略軍（支配著超古代的地球，被稱為“古老的眾神”的存在）驅逐至時空的另一端而製造的兵器。

在完成地球的再生後留給了生活在地球上的人8架GR，以便在古老的眾神又再次進行侵略時作為對抗的手段。但是，一旦GR因為人類的私慾而全滅的話，第9架GR「GR-0」就會啟動，並且給予人類審判。
在所有的GR頭部之內，都有著相當於人類腦幹器官的「化身」，只要損壞的話就沒有辦法啟動了。操縱中的人會與GR共有感覺，只要GR被破壞了操縱者也會死亡。另外，有時GR會將自身的記憶傳送給操縱者。

GRO擁有的GR並不像GR-1那樣有進行「契約」的締結，因此沒有控制環可以使用，操縱員是以進入特殊容器「鋼鐵的處女」之中，透過植入頭部左右的電極與GR進行同步、共鳴來遠隔操縱。
GR-1
全長：30公尺、重量：60公噸。
在南與那國島的超古代遺跡中以完整的姿態被發現的GR。為古代人所製造的首架GR，同時也是其他GR的始祖。只有締結了契約的大作可以操縱。初期的主要攻擊手段為開啟螺栓並且釋放出電擊的重力子拳，雙腳的螺栓開啟時可以透過反重力力場來飛行，雙眼可以發射出光束，在與GR-8合體之後，可以利用GR-8的觸手使出遠距離版的重力子拳。
與GR-0的最終決戰之中，在失去了「化身」的情形下只靠著與大作之間的牽絆而啟動，並有如呼應大作的意識般，將右手變形成為重力波增幅反射鏡，以巨大光束的把GR-0推至宇宙的盡頭並且破壞。
為劇情結束時僅存的1架GR（包含GR-8的話是2架）。
漫畫版中在與GR-5、GR-6的戰鬥中失去了右手臂，之後裝備了GR-2的手臂以及GR-8的觸手來出擊。另外來有開啟全裝甲的木乃伊型態。
設計的原點為漫畫版的GR-1與特攝版的機械巨神。
GR-1·木乃伊
只存在於漫畫版的型態。
有著高速移動與超密度的重力子控制能力。
GR1-00·啟示
漫畫版尾聲的數百年後與從宇宙來的侵略者決戰時所使用的決戰規格超弩級GR。
GR-2
全長：35公尺、重量公噸：70。
GRO於14年前在阿富汗的山岳地帶所發現的首架GR，為水中戰型的GR。頭部的新月形突起物為重力子·斜邊·刀，發射出去後能藉由刀身上的火箭進行回收。口部備有雷射砲，在發射時會打開口部面罩、瞳孔會放大。雙手前臂為可以進行遠隔操作（作品中稱為「XI·Control」的超能力）的反物質力場·火箭拳，使用後會露出內藏的反物質力場·火箭拳·刀。在水中時會進行變形來航行以及防止進水。
操縱員為里昂、堪薩斯、都柏林等3人。
設計的原點為漫畫版與特攝版的GR‐2。
GR-3
全長：30公尺、重量：60公噸。
GRO得到的第2架GR，發現的場所不明，為飛行型的GR。背部裝有巨大的噴射引擎，能夠自由的飛行。手指的指尖內藏光束砲，掌心則內藏有磁軌砲，頭頂上的角可以釋放出廣範圍的重力子放電，機體在空中靜止時可以用背部的飛行組件發射重力子砲。其他還有GRO獨自裝備的空對地魚叉飛彈、空對空麻雀飛彈、集束炸彈等現有兵器。
為劇中首架被完全破壞的GR。
操縱員為基輔。
設計的原點為漫畫版與特攝版的GR-3。
GR-4（災難）
全長：30公尺、重量：60公噸。
美國在1960年代於內華達沙漠進行核試驗時所發現的GR。外觀與GR-1十分酷似。「化身」因受到了十多起的核試驗影響而損壞，在裝上了從GR-1移植而來的「化身」後才能啟動。能夠使用與GR-1相同的重力控制系統進行高速移動，除了與GR-1相同的武裝外，還有著由手臂變形而成的巨大鑽頭以及迴轉拳。在賽雷菲斯群島上與GR-5進行戰鬥，在最後以互擊的方式雙亡。
在漫畫版中是由德克薩斯自己成為「化身」，並將V與D裝入兩手臂，使GR-4變化為真·GR-4。為GR系列最強的GR，擁有能夠防禦任何攻擊的防禦兵裝瘟神（守護的左臂）與消滅所觸之物的災難（毀滅的右手），並以頭目般的存在在西雅圖與GR-1展開激烈的衝突。
在漫畫版中的正式名稱為「沙爆之徒（Tempest）」。
操縱員為德克薩斯。
設計的原點為特攝版的殺人兵器瘟神。
GR-5
全長：39公尺、重量：78公噸。
GRO在阿根廷的山中所發現的GR。在發現的同時，GRO對附近的村落進行了毀滅性的破壞，而BFN在對外報導中以火山噴發所造成的地殼變動來掩蓋事實。在德克薩斯駕駛GR-4襲擊賽雷菲斯群島時，霍奇斯親自擔任操縱員與其對決。頭部的角可以像GR-2一樣發射使用，並且能夠像鑽頭一樣迴轉，於腰部後方的突起物可以往前方伸長進行串刺。
在與GR-4的戰鬥中以互擊的方式雙亡。
在漫畫版中與GR-6一起向GR-1展開強襲。有著讓大地的一部分隆起的地震與由頭部的角發射光束的能力。
動畫版中的操縱員為麥克·霍奇斯、漫畫版為堪薩斯。
GR-6
全長：44公尺、重量：88公噸。
發現場所不明。與GR-5一同保管在賽雷菲斯群島的GRO基地進行整備的GR。GRO基地在GR-4與GR-5的戰鬥之中受到了嚴重的破壞，GR-6在被捲入大火中後爆炸。為GR系列之中最不幸的存在。
在漫畫版中與GR-5一起向GR-1展開強襲。能夠藉由次元曲面的能力曲折GR-5的光束。
漫畫版中的操縱員為里昂。
GR-7
全長：34公尺、重量：68公噸。
在中國的古代遺跡中被發現的GR。在報導之中為GR突然爆走並且自爆，但實際上是因為俄羅斯與中國的工作人員太過急著想要啟動GR，結果GR-7在還不完全的情形下強行啟動而爆炸。
漫畫版中為GR-1打倒的第一架GR。有著伸長兩手臂從關節中伸出刀刃並迴轉的攻擊。操縱員不明。
GR-8（達可拉）
全長：不明、重量：不明。
發現場所不明。為GRO所發現的非人型GR，通稱達可拉。由於不是人型的關係，對操縱員的負擔很大，甚至可能會破壞人格。在剛發現時給予了「TM1（Tentacle Manipulator）」的編號來與其他GR作出區別，但由於GRO的操作系統能夠啟動而給予了「GR-8」的編號。雖然成功的奪取到了GR-1，但是在停止的期間被突然啟動的GR-1一起帶著登陸在御台場。
在GR-1與GR-3的戰鬥中自行啟動與GR-1合體，成為了GR-1的擴張組件。
動畫版操縱員為里昂、漫畫版不明。
設計的原點為漫畫版的達可拉。
GR-0
第9架GR，為被設定成使用自爆來消滅地球上的人類用的超大型非人型GR。一旦GR被地球人用於互相爭鬥並且全滅的話，會判斷地球人沒有活下去的價值而自行啟動。啟動後將V捕獲作為自身的「化身」。有著廣範圍的光束砲以及大量被稱為頭的小型攻擊組件。
GR军团
于漫画版登场。围绕GR的战斗结束后，根据交由各国的GR数据开发的GR。数百年内制造了各种各样的GR。在数百年后荒废的未来，它们跟随大作、V和D一起进入宇宙，与从月球苏醒的强大敌人展开最后的决战。

## 古老的众神
来自宇宙的侵略军。是5万年前的超古代战争中，GR们的战斗对象。除了会使用蛇形触手进行攻击等行为外，详细情况与名称一切不明，V将他们称为支配超古代地球的“古神”。

它们最后被GR赶到了时空的彼岸，但与古神进行战争的超古代文明也灭亡了。

古神以全宇宙的公害——人类所犯下的愚蠢行为作为力量源泉，GR-0正是为了避免人类犯尽所有的愚行而留下的最后手段。

## 製作人員
- 原作：横山光輝、光Production
- 企劃、製作：木村眞章
- 總導演：宇佐美廉
- 導演：村田雅彦
- 系列構成：小中千昭
- 構想設定：岡田有章
- 人物設定：須賀重行
- 機械設定：山田起生
- SF、軍事考證：鈴木誠二
- 設定設計、3DCG監修：川原智弘
- 美術設定：小林德光
- 美術導演：谷村心一
- 音響導演：中嶋聰彦、三間雅文
- 音樂：木村真也
- 音樂製作：U's Music
- 總製作人：尾川匠
- 執行製作人：高野秀夫、伊藤靖浩
- 首席製作人：早川均
- 製作人：村竹保則
- 助理製作人：吉田昌夫
- 線上製作人：福田佳与
- 製作：OB Planning
- 製作協力：Sg-me、PP.NET
- 製作：Softgarage

## 主題歌
片頭曲「Answer」
作詞：黒田學 - 作曲：穴倉聖悟 - 編曲：穴倉聖悟、木村真也 - 主唱：rockwell（DREAMUSIC）
片尾曲「it was yesterday」
作詞：kenko-p、洋奈、CHASE ANDY、DURAND DOMINIQUE、SCHLESINGER ADAM
作曲：Jin Nakamura、CHASE ANDY、DURAND DOMINIQUE、SCHLESINGER ADAM
編曲：Jin Nakamura - 主唱：洋奈（U-CAN）

## 各話列表
| 話數      | 標題 | 劇本                | 分鏡     | 演出       | 作畫導演          | 機械作畫導演 |
| --------- | ---- | ------------------- | -------- | ---------- | ----------------- | ------------ |
| Qubit：01 | 契約 | 横手美智子 小中千昭 | 村田雅彦 | 村田雅彦   | 須賀重行          | 山田起生     |
| Qubit：02 | 襲来 | 横手美智子 小中千昭 | 村田雅彦 | 村田雅彦   | 須賀重行          | 山田起生     |
| Qubit：03 | 激突 | 小中千昭            | 村田雅彦 | 村田雅彦   | 須賀重行          | 山田起生     |
| Qubit：04 | 喚起 | 小中千昭            | 村田雅彦 | 村田雅彦   | 松本文男          | 牟田口裕基   |
| Qubit：05 | 諜知 | 小中千昭            | 富永恒雄 | 久原謙一   | 安藤正浩          | 山田起生     |
| Qubit：06 | 雷撃 | 小中千昭            | 渡部高志 | 村田雅彦   | 山田起生 福世孝明 | -            |
| Qubit：07 | 荒原 | 小中千昭            | 冨永恒雄 | 木村貢     | 松本文男          | -            |
| Qubit：08 | 分身 | 小中千昭            | 村田雅彦 | 岩本康男   | 北崎正浩          | 牟田口裕基   |
| Qubit：09 | 別離 | 小中千昭            | 渡部高志 | 久原謙一   | 松本文男          | 牟田口裕基   |
| Qubit：10 | 流轉 | 小中千昭            | 村田雅彦 | 羽多野浩平 | 山崎正和          | -            |
| Qubit：11 | 實相 | 小中千昭            | 村田雅彦 | 木村貢     | 安藤正浩          | -            |
| Qubit：12 | 數奇 | 小中千昭            | 村田雅彦 | 村田雅彦   | 須賀重行          | 山田起生     |
| Qubit：13 | 舊神 | 小中千昭            | 村田雅彦 | 村田雅彦   | 須賀重行          | 山田起生     |

## 播放電視台
| 電視台        | 播放期間                     | 播放時間                   |
| ------------- | ---------------------------- | -------------------------- |
| Sg-TV         | 2007年1月19日 - 2007年7月6日 | 星期五                     |
| Sky PerfecTV! | 2007年2月9日 - 2007年7月13日 | 星期五                     |
| TOKYO MX      | 2007年10月4日 - 12月27日     | 星期四 23時00分 - 23時30分 |

## 外部連結
- 『GR -GIANT ROBO-（ジャイアントロボ）』 OFFICIAL WEB SITE （页面存档备份，存于） - 官方網站
- TOKYO MX ＊アニメ「ジャイアント・ロボ」 （页面存档备份，存于） - TOKYO MX官方網站